# Дахлак (архіпелаг)
Дахла́к (араб. أرخبيل دهلك) — архіпелаг в Червоному морі, належить Еритреї, адміністративно належать до регіону Семіен-Кей-Бахрі, при цьому утворює окремий район Дахлак.

## Географія
Архіпелаг розташований біля берегів Еритреї, відмежований протоками Массава Південний та Массава Північний завширшки від 12 км. Складається з понад 130 островів, розкиданих по значній території. Майже всі острови облямовані кораловими рифами, що утрудню проходження проток кораблями.
З усіх островів заселеними постійно є лише 4, а тимчасові поселення шукачів перлин присутні ще на 7. 2,5-3 тисячі осіб архіпелагу розмовляють мовою дахлік.

### Список островів
- Абу-Раба
- Адбара-Кебір
- Адбара-Сегір
- Акраб
- Алі
- Амбер
- Асбаб
- Асгар
- Ауалі-Хутуб
- Ауалі-Шеура
- Аукан
- Балаа
- Бар-Аді
- Більха
- Буль-Хіссар
- Вуста
- Габбі-Ху
- Гад-Ентугудуф
- Гад-Єром
- Гад-Нора
- Гад-Ху
- Гаріб
- Гидір-ас-Але
- Далькус
- Дан-Нафарік
- Дарет
- Дарет-Кубарі
- Даррака-ель-Бахр
- Дар-Салум
- Дахлак
- Дахрат-Дульке
- Дахрат-Сегала
- Дергоман-Сегір
- Дергоман-Кебір
- Дером
- Дехель
- Дуладія
- Дулакаль
- Дулалам
- Ду-Лахам
- Дуланкібат
- Дуль-Баут
- Дульбія
- Дуль-Куруш
- Дулькуфф
- Дульфідоль
- Дульякас
- Дунішуб
- Дур-Гаам
- Дур-Гелла
- Дур-Ігріг
- Дур-Оттун
- Дуррум-Губла
- Елеаф
- Ентаасна
- Ентаентор
- Ентайдель
- Ентеара
- Ентедебір
- Ентерая
- Ентуведуль
- Ентугудуф
- Ентуфаш
- Ерва
- Ермалькау
- Ерфан
- Еукус
- Єром
- Заубер
- Ісра-Ту
- Каракас
- Кундабілу
- Малак
- Мартабан
- Махаріб
- Махун
- Машилага
- Медекері
- Моджейді
- Мусері
- Мустаміла
- Нахалег
- Нокра
- Нора
- Нора-Адасі
- Рака
- Рідж'юма
- Ромія
- Саїн
- Саліма
- Сарад
- Сегала
- Сейль
- Сейль-Адасі
- Сейль-Амбер
- Сейль-Арабі
- Сейль-Бадіра, біля острова Умм-Алі
- Сейль-Бадіра, біля острова Харат
- Сейль-Вуста
- Сейль-Нора
- Сейль-Саббаар
- Сейль-Сікан
- Сейль-Умм-Алі
- Сейль-Харміль
- Сенак
- Таманно
- Танам
- Тор
- Укале
- Умм-Алі
- Умм-Алькарат
- Умм-ен-Наїм
- Умм-ес-Сейль
- Умм-Шора
- Фандіра-Вуста
- Хаватіб
- Хаватіб-Кебір
- Хамед
- Харат
- Харміль
- Хатітау
- Ховейт
- Шейх-ель-Абу
- Шумма

## Історія
Острови були відомі ще древнім грекам, вони згадуються у Періплі Еритрейського моря як Алалайоу. На думку Е.Уллендорфа мешканці архіпелагу одні з перших у Східній Африці прийняли іслам, про що свідчать знайдені на островах могили з куфічними написами. В VII столітті на архіпелазі утворилась незалежна мусульманська держава, яка пізніше була захоплена по черзі Єменом, негусами Ефіопії, малими князівствами Абісинії і біля 1559 року — турками-османами, які віддали острови у володіння паші з Суакіна. В кінці XIX століття архіпелаг відійшов до складу італійської колонії Еритреї, що утворилась в 1890 році. Тоді на острові Нокра знаходилась італійська в'язниця. В період холодної війни Ефіопія стала на бік СРСР, з кінця 1970-их років тут розміщувався пункт матеріально-технічного забезпечення ВМФ СРСР. Військовий гарнізон здійснював воєнні дії в регіоні саме з цієї бази. З 1990 року Ефіопія втратила контроль над островами, якими оволоділи еритрейські сепаратисти, а з 1993 року офіційно увійшли до складу нової держави Еритреї.